# Aktuma
Aktuma är en ort i Kazakstan.   Den ligger i oblystet Almaty, i den östra delen av landet, 900 km sydost om huvudstaden Astana. Aktuma ligger 986 meter över havet och antalet invånare är 202.
Terrängen runt Aktuma är huvudsakligen kuperad, men den allra närmaste omgivningen är platt. Terrängen runt Aktuma sluttar västerut. Runt Aktuma är det mycket glesbefolkat, med 4 invånare per kvadratkilometer. Närmaste större samhälle är Kapal, 18,2 km söder om Aktuma. Trakten runt Aktuma består i huvudsak av gräsmarker.